# Deutsch-Türkisches Forum Stuttgart
Das Deutsch-Türkische Forum  Stuttgart (DTF) ist ein eingetragener Verein mit Sitz in Stuttgart.

## Geschichte
Der Verein wurde 1999 von  deutschen und türkischen Stuttgartern gegründet und soll der Verständigung zwischen Deutschen und Türken in der Region Stuttgart dienen. Das DTF Stuttgart veranstaltet jährlich verschiedene Kulturreihen: die Deutsch-Türkischen Kabarettwochen im Renitenztheater Stuttgart, das Open-air-Konzert CAZ À LA TURCA, SiNEMA – die Deutsch-Türkischen Filmtage im DELPHI Arthaus Kino Stuttgart und die Deutsch-Türkische Literaturnacht LITERATÜR im Literaturhaus Stuttgart. 2005 fand in Zusammenarbeit mit der Istanbuler Stiftung für Kultur und Kunst (IKSV) erstmals das Türkei-Festival Şimdi Stuttgart statt, auf dem die Musik- und Kulturszene der Türkei in ihrer Bandbreite präsentiert wurde.
Neben den Aktivitäten im Kulturbereich organisiert das DTF Stuttgart Projekte zur ästhetische und interkulturellen Bildung an Schulen, muttersprachliche Seminare für Eltern, Angebote für Kinder und Eltern nicht deutscher Muttersprache und für Multiplikatoren, sowie Projekte und Tagungen in den Bereichen Migration und Gesundheit sowie Politik und Wirtschaft.
Im Februar 2009 startete das DTF das ikimiz-Mentoringprogramm, in dem türkischstämmige Gymnasiasten und Studierende aus der Region Stuttgart durch ein Stipendium gefördert werden. Gleichzeitig engagieren sich die Stipendiaten als Mentoren für ebenfalls türkischstämmige Schüler an Stuttgarter Grund- und Hauptschulen. Das Programm fand bundesweit große Anerkennung und wurde im Dezember 2009 von den Außenministerien Deutschlands und der Türkei als herausragendes Integrationsprojekt in die Ernst-Reuter-Initiative für Dialog und Verständigung zwischen den Kulturen aufgenommen. 2011 wurde es mit dem Bürgerpreis der Bürgerstiftung Stuttgart ausgezeichnet.
Das DTF Stuttgart ist im Rahmen des Nationalen Integrationsplans in der Arbeitsgruppe „Kultur“ der Bundesregierung vertreten.
Das DTF Stuttgart wurde ab 1999 von der Robert-Bosch-Stiftung, der Landesregierung Baden-Württemberg sowie der Landeshauptstadt gefördert. Seit 2008 erhält es von der Landeshauptstadt Stuttgart eine institutionelle Förderung. Geschäftsführer des DTF Stuttgart ist seit Juli 2008 Kerim Arpad. Den Vorstand bilden seit März 2022 Ebru Hazinedar, Derya Bermek-Kühn und Özge Cağlar Yılmaz.
Die Arbeit des DTF Stuttgart wird von einem Kuratorium unter dem Vorsitz von Wolfgang Schuster und Süheylâ İnce Demir begleitet, dem u. a. auch Muhterem Aras, Stefan Kaufmann, Özcan Coşar und Cem Özdemir angehören. Ehrenvorsitzender des Kuratoriums war Manfred Rommel (1928–2013), Oberbürgermeister der Stadt Stuttgart a. D.
Anlässlich des 10-jährigen Bestehens stiftete das Kuratorium des DTF Stuttgart im Oktober 2009 erstmals den Manfred-Rommel-Preis. Mit dem Preis werden Persönlichkeiten sowie beispielgebende Initiativen und Projekte ausgezeichnet, die das gegenseitige Verständnis, die gute Nachbarschaft und die Zusammenarbeit von deutschen und türkischen Bürgerinnen und Bürgern wesentlich gefördert haben. Der Preis wird im zweijährlichen Turnus ausgeschrieben und vergeben.
Es bestehen weder strukturelle noch ideologische Verbindungen zum Deutsch-Türkischen Forum der CDU. Das DTF Stuttgart ist partei- und konfessionsunabhängig. Es ist als Träger der freien Jugendhilfe (nach § 75 SGB VIII) und als Träger der außerschulischen Jugendbildung (nach § 4 Jugendbildungsgesetz Baden-Württemberg) anerkannt.